# Bostamarinde
De bostamarinde (Marmaroxylon racemosum Ducke) is een boom die voorkomt op droge plekken in hoge delen van het regenwoud, vooral op hellingen. De takken en stelen zijn roestig of grijs behaard. De bloemen zijn geel en de kelk is minder dan 1 mm lang. De boom komt voor in Brazilië, Frans-Guyana en Suriname.
De boom is gemiddeld 8 tot 20 meter hoog, met een maximum van 30 m, waarbij de stam soms pas vanaf 18 meter hoogte takken heeft. De diameter is gemiddeld 45 tot 50 cm, maar kan tot 60 cm groeien.

## Taxonomie
Marmaroxylon racemosum is de geaccepteerde wetenschappelijke naam, maar de boom wordt soms ook Zygia racemosa genoemd. Er is echter een genetische studie van een groot aantal Zygia-soorten en een kleiner aantal Marmaroxylon-soorten. Daaruit bleek dat als je naar het DNA van bomen kijkt, Marmaroxylon-soorten op verschillende plaatsen midden in de Zygia-stamboom komen te staan. De wetenschappers concluderen dat Marmaroxylon wel als synoniem kan worden gebruikt voor Zygia, maar dat er weinig bewijs is voor een op zichzelf staand geslacht.

## Het hout
Het hout van de boom is bruingeel van kleur en is een zware houtsoort. Het kernhout heeft brede, soms grillige donkere banden. Het hout is dicht, hard, sterk en duurzaam, maar niet in grote hoeveelheden verkrijgbaar. Het hout wordt voor versiering van bijzondere meubelen of muziekinstrumenten gebruikt. De dichtheid is 0,78 g/cm3

## Beeldgalerij

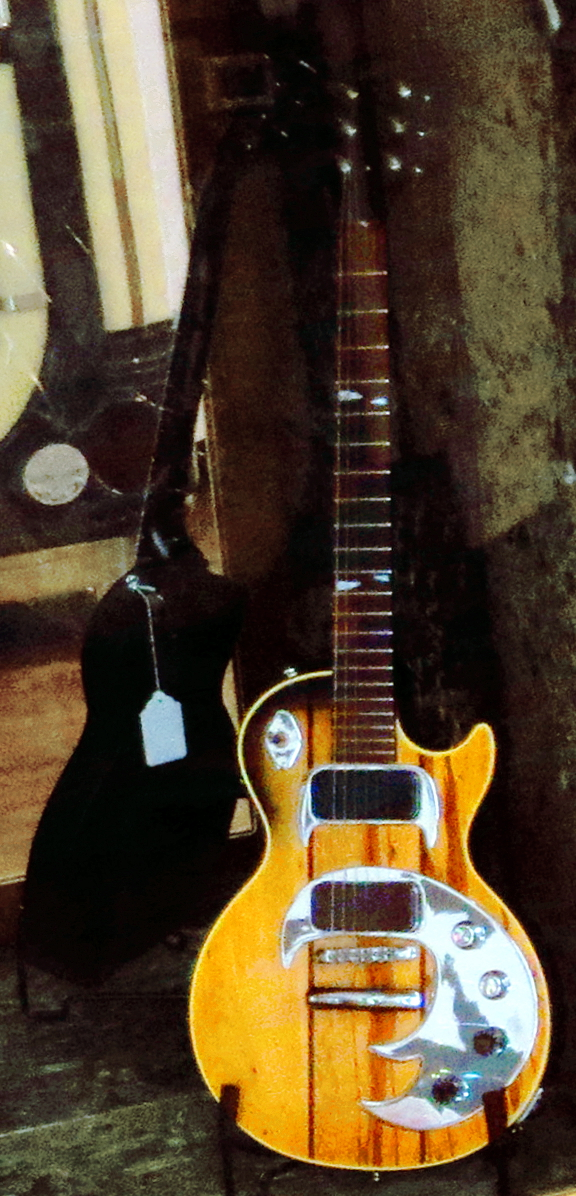
Gitaar met bostamarindehout